# Santa Luċija, Gozo
Santa Luċija är en by i kommunen Kerċem på Gozo i republiken Malta. Den ligger 30 kilometer nordväst om huvudstaden Valletta. 
Byns kapell är ett kulturminnesmärke.